# Agave tequilana
Agave tequilana ist eine Pflanzenart aus der Gattung der Agaven (Agave).

## Beschreibung
Agave tequilana besitzt einen kurzen dicken Stamm und erreicht eine Wuchshöhe von 30 bis 50 Zentimetern. Ihre strahlenförmig ausgebreitete Rosette, an der sich Absenker bilden, hat einen Durchmesser von 1,2 bis 1,8 Metern. Die meist starr ausgebreiteten, spitz zulaufenden Laubblätter sind aufsteigend bis horizontal und fest faserig. Sie verschmälern und verdicken sich zur Basis hin und sind in der Mitte am breitesten. Die glauk-bläulich grüne bis graugrüne, manchmal quer gebänderte Blattspreite ist 90 bis 120 Zentimeter lang und 8 bis 12 Zentimeter breit. Der Blattrand ist gerade bis wellig oder ausgeschweift. Die hell- bis dunkelbraunen Randzähne stehen in der Spreitenmitte meist 3 bis 6 Millimeter, sonst 1 bis 2 Zentimeter voneinander entfernt. Der Enddorn ist oberseits abgeflacht oder offen gefurcht und 1 bis 2 Zentimeter lang.
Der „rispige“, dicht verzweigte Blütenstand wird zwischen 5 und 6 Meter lang. Die mehrfach diffus zusammengesetzten Teilblütenstände bestehen aus 20 bis 25 Blüten von 68 bis 75 Millimeter Länge mit grünen Tepalen. Die trichterförmige Blütenröhre ist 10 Millimeter lang. Der Fruchtknoten ist zwischen 28 und 32 Millimeter lang.
Die Chromosomenzahl beträgt 2n = 60, 90, 120 oder 150.

## Systematik und Verbreitung
Agave tequilana wächst in den mexikanischen Bundesstaaten Sonora, Sinaloa, Jalisco, Michoacán und Oaxaca.
Die Erstbeschreibung wurde 1902 von Frédéric Albert Constantin Weber veröffentlicht. Synonyme sind Agave palmeris Trel., Agave pesmulae Trel. und Agave subtilis Trel..
Agave tequiliana ist ein Vertreter der Gruppe Rigidae. Sie ist nahe verwandt mit Agave vivipara, jedoch sind Unterschiede in Form, Größe, Blatt- und Blütenstruktur erkennbar. Agave tequiliana wird im Arizona Sonora Desert Museum in Tucson kultiviert

## Verwendung
Aus Agave tequiliana wird Tequila hergestellt.

## Nachweise